# Rhinomorinia bisetosa
Rhinomorinia bisetosa är en tvåvingeart som beskrevs av Crosskey 1977. Rhinomorinia bisetosa ingår i släktet Rhinomorinia och familjen gråsuggeflugor. Inga underarter finns listade i Catalogue of Life.